# Municipio de Posey (condado de Clay)
El municipio de Posey (en inglés, Posey Township) es un municipio del condado de Clay, Indiana, Estados Unidos. Tiene una población estimada, a mediados de 2021, de 4052 habitantes.

## Geografía
Está ubicado en las coordenadas 39°28′23″N 87°11′3″O / 39.47306, -87.18417. Según la Oficina del Censo de los Estados Unidos, tiene una superficie total de 91.6 km², de la cual 90.8 km² corresponden a tierra firme y 1.8 km² son agua.

## Demografía
Según el censo de 2020, en ese momento había 4016 personas residiendo en la zona. La densidad de población era de 44 hab./km². El 94.97% de los habitantes eran blancos, el 0.45% eran afroamericanos, el 0.17% eran amerindios, el 0.10% eran asiáticos, el 0.45% eran de otras razas y el 3.86% eran de una mezcla de razas. Del total de la población, el 1.67% eran hispanos o latinos de cualquier raza.